# 馕
馕（波斯語：、印地語：、哈薩克語：、維吾爾語：نان‎），是一种起源于波斯的发酵面饼，是伊朗、中亚、中国新疆以及南亚部分民族的主食之一。在移民的影响下，馕也传到了波斯湾地区、欧洲和北美。馕的制作方法是将面团和好发酵后，在特制的馕坑中烤製而成。具体形状因地域和民族习惯而不同，有擀制的面饼，有盘起成半球状的面团，也有直接拿手拉拽成长面片的。由于可以存放很长时间不坏，馕也可以作为便携干粮。它吃起来口感很酥脆而且也可有多种口味，这不仅仅是一种食物，也是一种文化的传承。
制作讲究的馕中间会拓上花纹，并撒上芝麻、洋葱末。和面的时候要加入烹调用油、也可加入鸡蛋、牛奶或者酸奶，使得烤出来的馕喷香酥脆可口。烤製的时候，还可以加上葡萄乾。以维吾尔馕为例，形状有基本的圆形，也有葡萄形、哈密瓜形等。新疆馕的种类还包括油馕、窝窝馕、玉米馕、白皮馕等等。伊朗和阿富汗的哈扎拉人制作的馕则多为用手拉扯成较长的面片，直接拍在馕坑上。印度的馕则包括大蒜黄油馕、印度奶酪馕等。
馕坑是用于烤制馕的烤炉，用盐土制成，分为地上和地下两类。地下馕坑如同浅井，地上馕坑的整体如同一只倒扣在地上的碗，底大口小。

## 相册

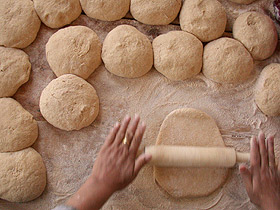
擀面饼
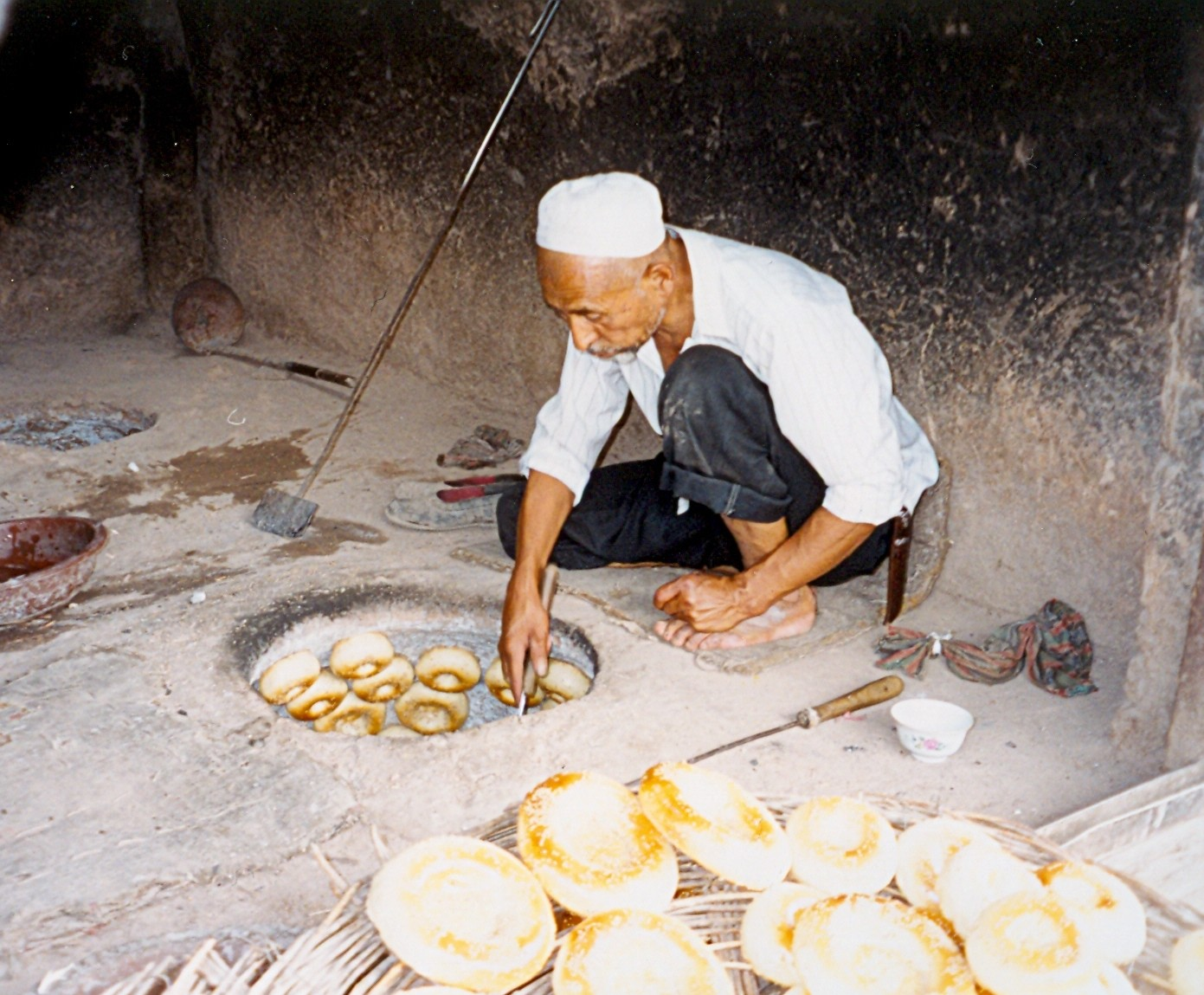
在中国新疆喀什市一名维吾尔老伯在做馕
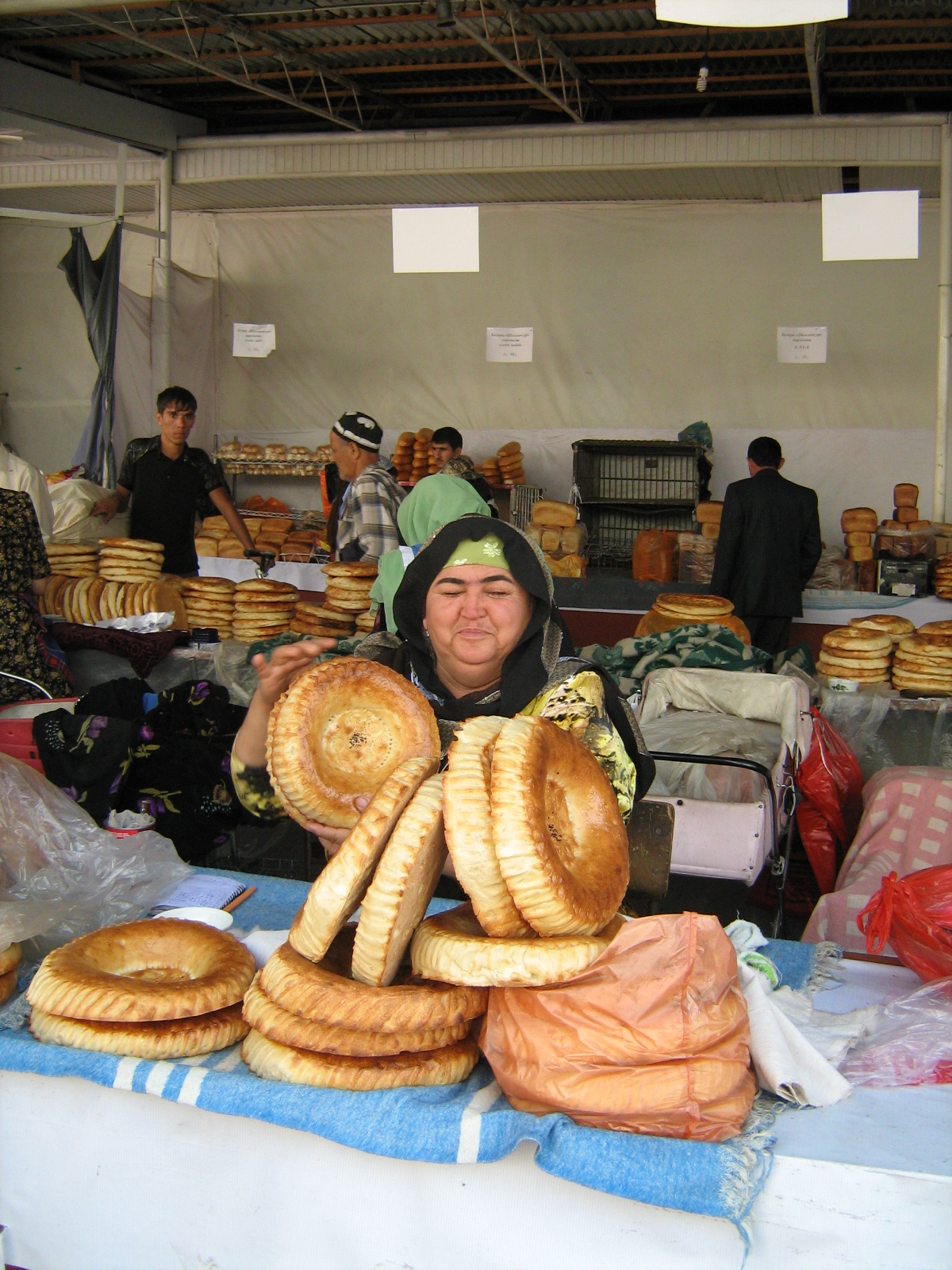
塔吉克斯坦杜尚别的馕
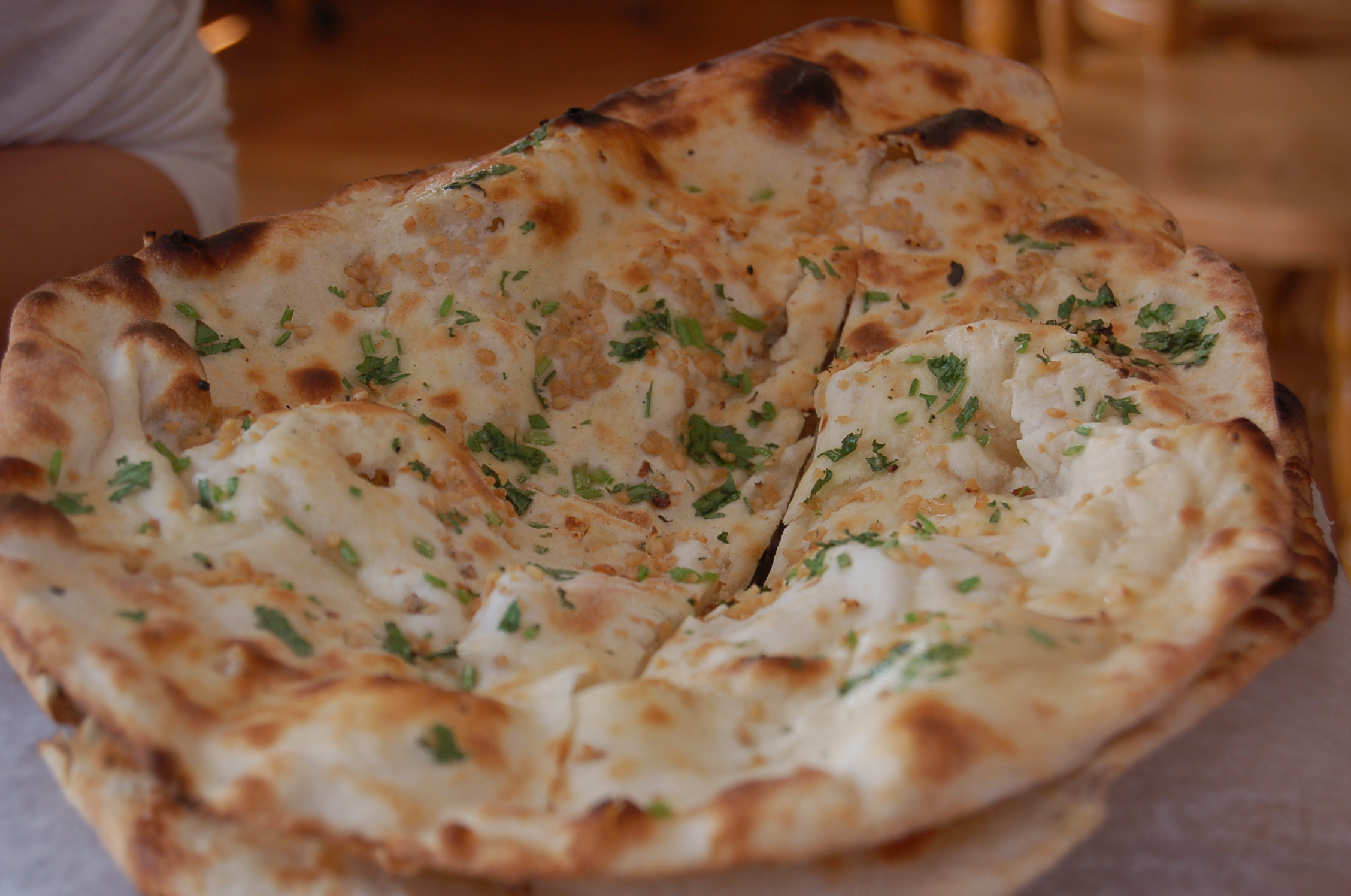
带有调料的尼泊尔馕
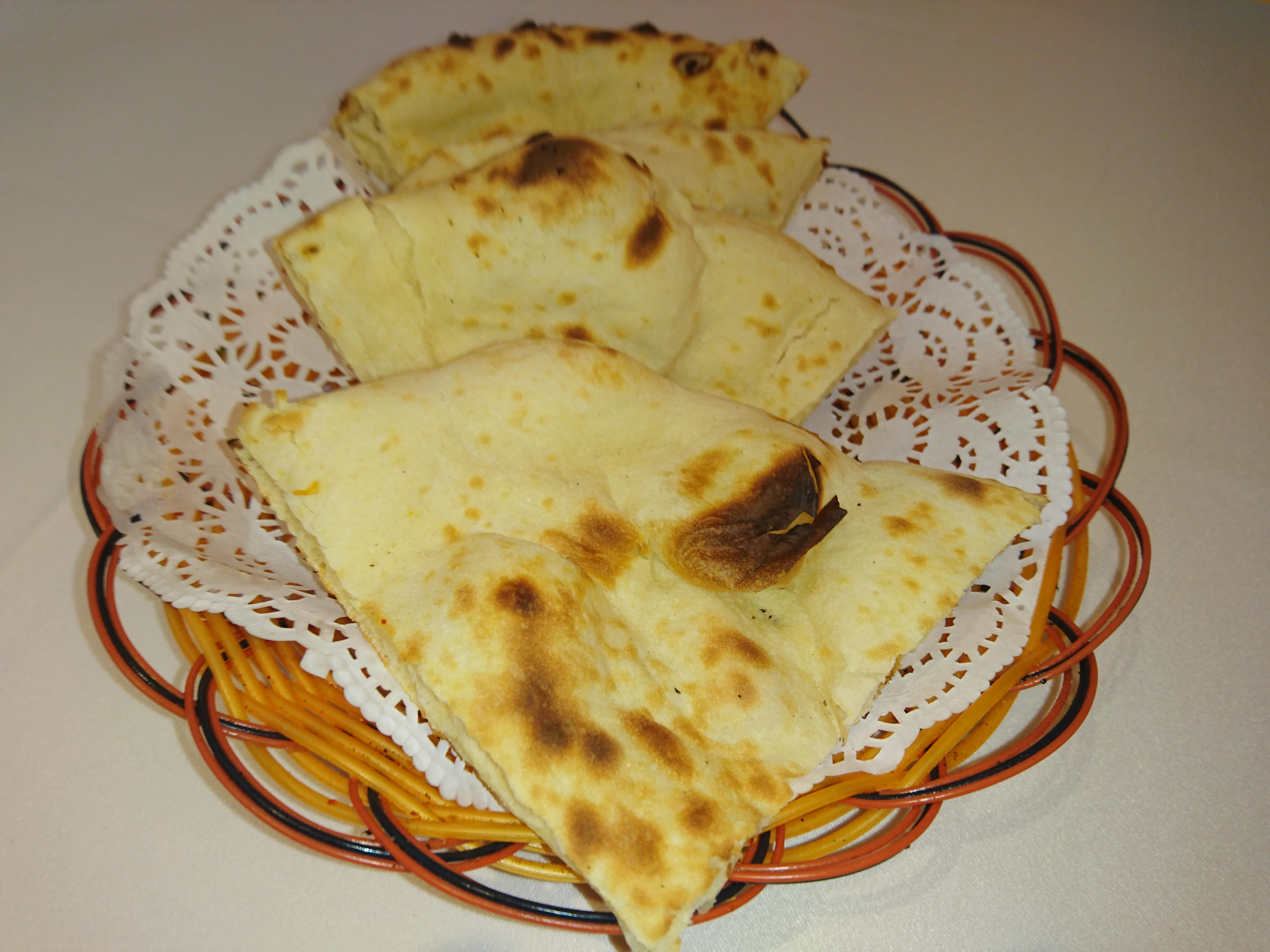
印度風格的饢
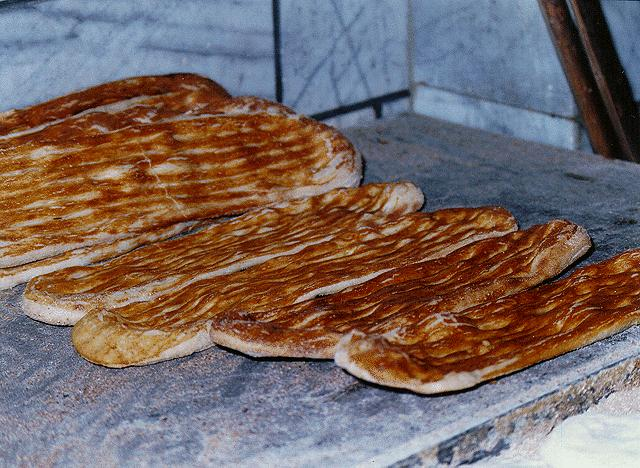
伊朗哈扎拉人制作的巴巴里馕
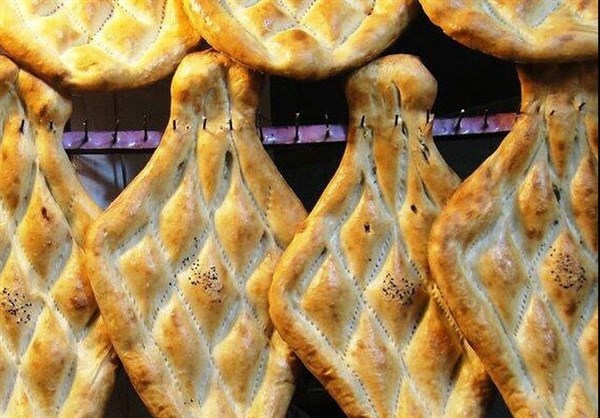
阿富汗喀布尔的一种馕
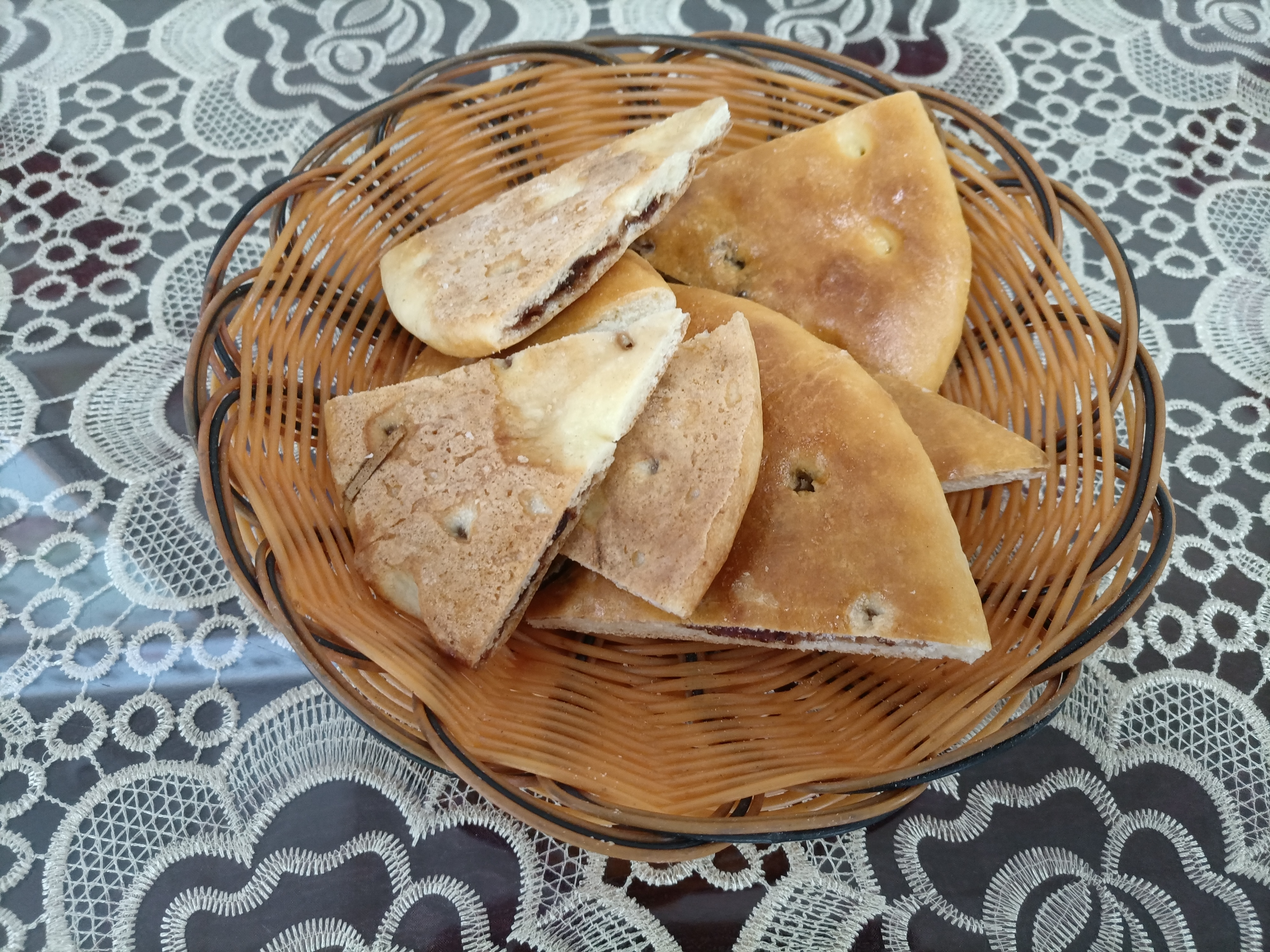
用玫瑰酱为馅料烤制的馕